# Charly Clive

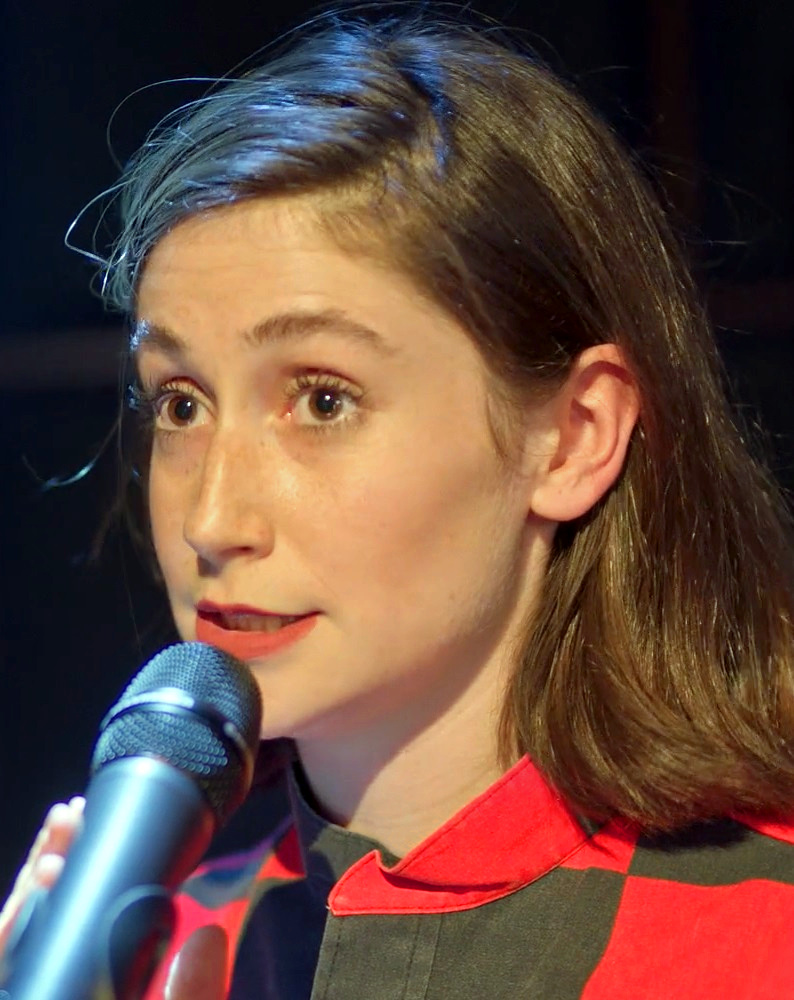
Clive im Jahr 2019

Charly Clive ist eine britische Schauspielerin. Sie ist bekannt für ihre Rolle der Marnie in der Fernsehserie Pure. 2015, im Alter von 20 Jahren, wurde bei ihr ein Hirntumor diagnostiziert. Über ihre Erfahrung schrieb sie die ausverkaufte Comedy-Show Britney. Sie hatte ihren Hirntumor nach Britney Spears benannt.
Clive wurde 2018 bei den Screen Stars of Tomorrow nominiert. Eine Sitcom-Adaption von Britney startete 2021 auf BBC Three.

## Filmografie

### Film
| Jahr | Titel                  | Rolle | Notiz    |
| ---- | ---------------------- | ----- | -------- |
| 2015 | Never Better           | Dylan |          |
| 2018 | What in the World      |       | Kurzfilm |
| 2021 | All My Friends Hate Me | Sonia |          |

### Fernsehen
| Jahr | Titel               | Rolle                     | Sender    |
| ---- | ------------------- | ------------------------- | --------- |
| 2019 | Pure                | Marnie / Marnie MacCauley | Channel 4 |
| 2022 | The Lazarus Project | Sarah                     | Sky Max   |

### Musikvideo
| Jahr | Künstler   | Video | Album                        |
| ---- | ---------- | ----- | ---------------------------- |
| 2020 | Elderbrook | Numb  | Why Do We Shake In The Cold? |

## Theater
| Jahr | Titel   | Rolle                  | Ort                         |
| ---- | ------- | ---------------------- | --------------------------- |
| 2016 | Britney | Co-writer and producer | Edinburgh Fringe, Edinburgh |
| 2019 | Britney | Co-writer and producer | Soho Theatre, London        |